# کتاب درس
کتاب درسی، یا کتاب درس کتابی است که برای تدریس یک موضوع خاص به مخاطبان مشخص نوشته می‌شود.

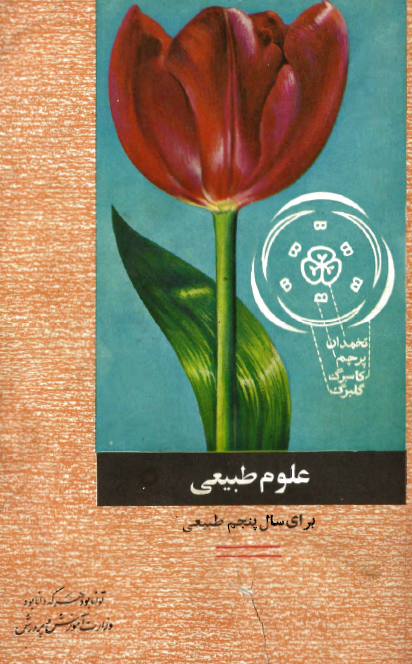
جلد کتاب درسیِ علوم طبیعی، وزارت آموزش و پرورش ایران؛ چاپ ۱۳۵۱/ ۱۹۷۲م

یک کتاب درسی یا کتاب آموزشی در هر شاخه‌ای از مطالعه، کتابچه دستورالعمل‌ها است. کتاب‌های درسی را به درخواست موسسات آموزشی تولید می‌کنند. اگرچه بسیاری از کتاب‌ها چاپی هستند، اکنون تعداد زیادی از آن‌ها کتاب‌های الکترونیکی آنلاین هستند.

## سابقه
در یونان باستان مردمان کتاب‌هایی را با مقاصد آموزشی می‌نوشتند. ریشه‌های کتاب آموزشی امروزی برمی‌گردد به استانداردسازی‌ای که توسط صنعت چاپ امکان‌پذیر شد. ژوهانس گوتنبرگ خودش شخصاً نسخه‌هایی از آرس مینور، یک کتاب مدرسه‌ای با موضوع دستور زبان لاتین نوشته آلیس دوناتوس را چاپ کرد. کتاب‌های درسی اولیه توسط مربیان و آموزگارانی مورد استفاده قرار می‌گرفتند که از آن کتاب‌ها به عنوان کمک‌آموزشی (مثل کتاب‌های الفبا) استفاده می‌کردند؛ همچنین افرادی که خودشان به خودشان درس می‌دادند.
فیلسوف بزرگ یونانی، سقراط، از نابودی دانش گریه و زاری می‌کرد؛ زیرا که ابزارهای انتقال در حال تغییر بودند. ۲۵۰۰ سال پیش قبل از اختراع الفبای یونانی، دانش و داستان‌ها را با صدای بلند از بر می‌خواندند چیزی بسیار شبیه به سرودهای حماسی هومر. فناوری جدید نوشتن به این معنا بود که دیگر نیازی به حفظ کردن داستان‌ها نبود، توسعه‌ای که سقراط می‌ترسید باعث شود توانایی ذهن یونیان را برای حفظ کردن و بازگو کردن ضعیف کند. (ما از نگرانی‌های سقراط فقط به این دلیل مطلع هستیم که شاگردش پلاتو در کتاب معروف دیالوگز نوشته‌است)

## خریداران آنلاین کتاب
خریداران آنلاین کتاب، کتاب‌های آموزشی و گاهی اوقات انواع دیگر کتاب را با هدف سود بردن و فروختن دوباره می‌خرند. شبیه بازارهای آنلاین، خریداران آنلاین کتاب، در طول سال عمل می‌کنند و به دانشجویان کتاب‌هایشان را بفروشند حتی وقتی دوره‌های بازخرید دانشگاه‌ها مؤثر نیستند. دانشجوها شماره شابک کتاب‌هایی را که می‌خواهند بفروشند وارد می‌کنند و یک قیمت نسبی یا پیشنهادی دریافت می‌کنند. این خریداران آنلاین کتاب معمولاً هزینه پست را تقبل می‌کنند (که در واقع برای پیشنهاد کتاب است) و به دانشجوها اجازه می‌دهند چند کتاب را به یک منبع بفروشند. از آنجایی که خریداران آنلاین کتاب برای این کتاب را می‌خرند که دوباره بفروشند، قیمت‌هایی که اینان پیشنهاد می‌دهند ارزان‌تر از آن چیزی است که دانشجویان در بازار می‌توانند پیدا کنند. این قیمت‌ها رقابتی هستند و روی مناسب بودن خدمات تأثیر خواهند گذاشت. تا جایی که حتی بعضی افراد می‌گویند خریدارای آنلاین کتاب‌های کارکرده و فروختن آن به خریداران آنلاین کتاب قیمتش حتی از سرویس‌های اجاره کتاب هم پایین‌تر است.

## کتاب درسی مدرسه‌ای
در مدارس ابتدایی آمریکا (که K12 خوانده می‌شوند) از میان یک سری‌های انتخاب شده، دانش‌آموز اقدام به خرید کتاب می‌کند که این کتاب‌ها توسط اداره آموزش و پرورش آن ایالت تأیید شده‌است. به معلم‌ها نیز کتاب‌هایی می‌دهند که موضوع را به دانش‌آموزان انتقال دهند. با این وجود معلمان چندان علاقه‌ای به کتاب‌های درسی ندارند و کتاب‌های متفرقه می‌خوانند.
انتشار کتاب یک کسب و کار است که در آمریکا نخست در ایالت‌های بزرگ رونق گرفت. دلیلش نظارت‌های دولتی بر کتاب‌ها است به خصوص در تگزاس که در آنجا بنیاد آموزشی تگزاس برای بیش از ۱۰۰۰ ناحیه مدرسه، برنامهٔ درسی تنظیم می‌کند؛ بنابراین می‌تواند تعیین کند که کدام کتاب‌های درسی را بخرند.

## دبیرستان‌ها
در سال‌های اخیر انتقادات زیادی به کتاب‌های درسی دبیرستان‌ها در آمریکا وارد شده‌است.

## ریاضیات
چیزی که هم‌اکنون در آمریکا شایع است و در سایر ملل در حال شیوع است، اینکه کتاب‌های درسی ریاضی، بازتابی از ریاضیات جدید و شیوه اصلاحی ریاضیات بروز دادند که در طی آنچه که جنگ ریاضیات نامیده می‌شود جایگزین ریاضیات سنتی شده‌است.

## انحراف کتاب‌های درسی به سمت موضوع‌های بحث‌برانگیز
در مورد کتاب‌های درسی با موضوع‌های تاریخی، علمی، رویدادهای روز و سیاسی، نویسنده کتاب ممکن است به یک سمت و سوی خاص گرایش داشته باشد. در موضوع‌هایی مثل کارهای یک کشور، کارهای رئیس‌جمهور و نظریه‌های علمی احتمال انحراف زیاد است.